# Pilica
Pilica [pʲiˈliʦa] (früher auch Pilcza, Pilca; deutsch: Pilitza, älter auch Pillen) ist eine Stadt an der Pilica mit etwa 2.000 Einwohnern (30. Juni 2014) in Polen. Sie befindet sich 21 Kilometer östlich der Kreisstadt Zawiercie am Rande des Kalksteingebietes des Hochjura und der Granitfelsen der Adlerhorste. Pilica gehört dem Powiat Zawierciański, Woiwodschaft Schlesien an und ist Sitz der gleichnamigen Stadt-und-Land-Gemeinde.

## Geschichte
Die erste Erwähnung von Pilcia(m) stammt aus dem Jahre 1228. Sie handelt von einer Befestigung auf dem Hügel Smoleń, der späteren Adlerhorst-Burg innerhalb des heutigen Dorfs Smoleń. Auf dem Hügel entwickelte sich ein ritterliches, nach dem Fluss Pilica benanntes Dorf mit einer Kirche. Die Pfarrei Piltia wurde im Peterspfennigregister des Jahres 1326 im Dekanat Irządze des Bistums Krakau erwähnt. 1394 wurde diese schon deutschrechtliche Ortschaft als Stara Pilica, also Alt-Pilica, erwähnt. Sie erstreckte sich östlich in Richtung des heutigen Dorfs Smoleń und bestand bis zum späten 16. Jahrhundert. Das neue Pilica beziehungsweise die heutige, 1393 erstmals erwähnte Stadt liegt nördlich des Hügels Smoleń. Es gibt wenige urkundliche Spuren des alten Pilica. Der berühmteste Besitzer der Burg und des Dorfs war der deutschstämmige Ritter Otto von Pilcza des Wappens Topór. Seine einzige Tochter, Elisabeth von Pilitza, wurde 1417 skandalös zur Königin von Polen und Großfürstin von Litauen. Früher hatte sie bereits Wincenty Granowski des Wappens Leliwa geheiratet, was der Anfang der Adelsfamilie Pilecki-Leliwa war.

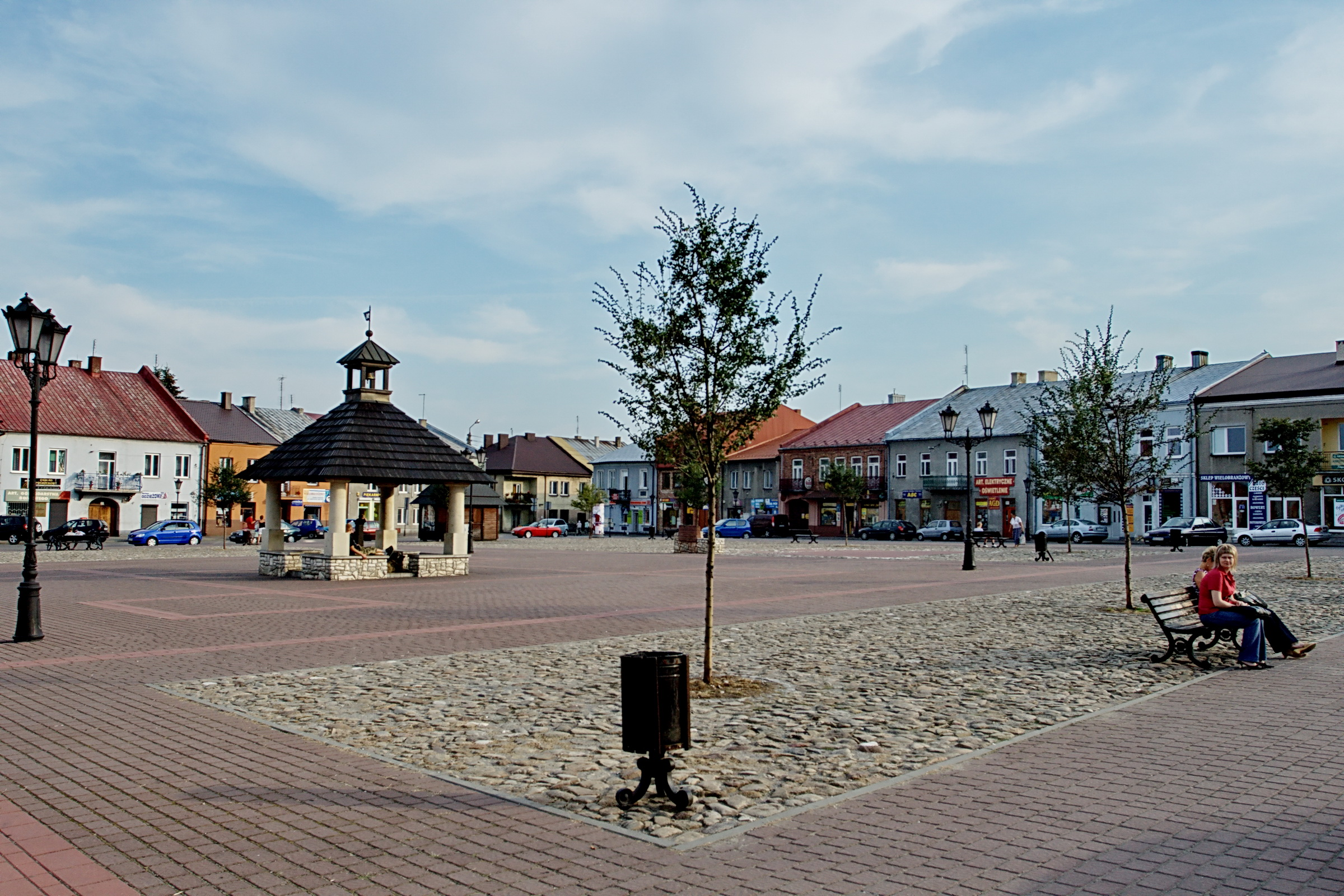
Marktplatz in Pilica

Ab dem Jahr 1393 gehörte die Privatstadt zum Kreis Lelów der Woiwodschaft Krakau. Nach dem Jahr 1450 gehörten die Landgüter der Burg Pilica mit der Stadt vorübergehend dem Oppelner Herzog Bolko V.
Ab dem Jahr 1569 gehörten sie zur Familie Padniewski des Wappens Nowina. Um 1610 erbaute sie ein Renaissance-Schloss; der Sitz der Güter aus der Burg Smoleń wurde dorthin verlegt. 1753 gehörte das Schloss Pilica Theodor Wessel. 1852 wurde der Palast von August Moes gekauft, der mit der Renovierung begann. Kurz darauf brannte der Palast allerdings nieder. 1874 kaufte der Industrielle Leon Epstein die Ruinen. Er renovierte den Palast, verlieh ihm einen Neo-Renaissance-Stil und dekorierte die Befestigungsanlagen im romantischen Stil. 1880 verließen die Epsteins Pilica und zogen nach Krakau. Das Anwesen wurde zunächst bis 1887 von Verwaltern weitergeführt, danach beschloss man den Verkauf des Palastkomplexes. 1908 wurden das Schloss und die umliegenden Ländereien verkauft. Die Familie Arkuszewski besaß das Schloss bis 1945.
Im Jahre 1795 kam die Stadt zum Königreich Preußen als Sitz eines der zwei Landkreise Neuschlesiens. Die Burg und das Dorf Smoleń kamen hingegen zum österreichischen Westgalizien. Das Dorf hatte damals 2129 Einwohner. Zwischen 1807 und 1815 gehörte Pilica zum Herzogtum Warschau und wurde 1808 zur Kreisstadt erhoben. Nach 1815 war Pilica Teil Kongresspolens. Nachdem die Republik Krakau aus der Woiwodschaft Krakau ausgegliedert worden war, wurde erwogen, Pilica zur neuen Hauptstadt der Woiwodschaft zu machen, man gab aber Kielce den Vorzug. 1830 wurde der Powiat (Landkreis) Pilica aufgehoben und im Jahre 1869, gültig zum 13. Januar 1870, verlor Pilica das Stadtrecht. 1857 wurde Pilica zum Sitz einer evangelisch-augsburgischen Filialgemeinde von Petrikau (ab 1876 von Kielce), als es 26 evangelische Familien (157 Personen) in der Stadt gab. Während des Überfalls auf Polen im September 1939 wurden vier Einwohner von der Wehrmacht ermordet.
Von 1975 bis 1998 gehörte Pilica zur Woiwodschaft Kattowitz. Seit 1994 ist Pilica wieder eine Stadt.

## Gemeinde
Die Stadt-und-Land-Gemeinde besteht aus der Stadt Pilica und 24 Schulzenämtern.
| - Biskupice - Cisowa - Dobra - Dobra-Kolonia - Dobraków - Dzwonowice - Dzwono-Sierbowice - Jasieniec | - Kidów - Kleszczowa - Kocikowa - Podleśna - Przychody - Siadcza - Sierbowice - Sławniów | - Smoleń - Solca - Szyce - Wierbka - Wierzbica - Zarzecze - Złożeniec |